# 2015-ös afrikai nemzetek kupája (selejtező)
A 2015-ös afrikai nemzetek kupája selejtezőjére az Afrikai Labdarúgó-szövetség 51 tagállama nevezett be. Valamennyi mérkőzést 2014-ben rendezik.

## Lebonyolítás
A selejtező egy előselejtezőből, két fordulós kieséses körből és egy csoportkörből állt.
A csapatokat a 2012-es, valamint a 2013-as afrikai nemzetek kupáján és azok selejtezőjén, a 2010-es afrikai nemzetek kupája és a 2014-es világbajnoki selejtező eredményei alapján rangsorolták és így alakult ki az alábbi kiemelési sorrend:
| Csoportkör | Selejtező | Előselejtező                                        |
| --- | --- | --------------------------------------------------- |
| 1. Nigéria 2. Ghána 3. Elefántcsontpart 4. Zambia 5. Burkina Faso 6. Mali 7. Tunézia 8. Algéria 9. Angola 10. Zöld-foki Köztársaság 11. Togo 12. Egyiptom 13. Dél-afrikai Köztársaság 14. Kamerun 15. Kongói DK 16. Etiópia 17. Gabon 18. Niger 19. Guinea 20. Szenegál 21. Szudán | 1. Líbia 2. Egyenlítői-Guinea 3. Botswana 4. Malawi 5. Uganda 6. Mozambik 7. Benin 8. Sierra Leone 9. Kongó 10. Közép-afrikai Köztársaság 11. Zimbabwe 12. Kenya 13. Libéria 14. Gambia 15. Ruanda 16. Tanzánia 17. Namíbia 18. Burundi 19. Lesotho 20. Bissau-Guinea 21. Madagaszkár 22. Csád 23. São Tomé és Príncipe 24. Seychelle-szigetek 25. Comore-szigetek 26. Szváziföld | 1. Mauritius 2. Eritrea 3. Mauritánia 4. Dél-Szudán |

- Dzsibuti és  Szomália nem indult

## Eredmények

### Előselejtező
Az előselejtező sorsolását 2014. február 21-én Kairóban tartották.
| 1. csapat  | Össz.         | 2. csapat  | 1. mérk. | 2. mérk. |
| ---------- | ------------- | ---------- | -------- | -------- |
| Mauritánia | 3–0           | Mauritius  | 1–0      | 2–0      |
| Eritrea    | játék nélkül1 | Dél-Szudán | —        | —        |

- 1.: Eritrea visszalépett, Dél-Szudán továbbjutott az első fordulóba.

| 2014. április 12. 17:00 (UTC±0) |

| Mauritánia | 1–0               | Mauritius |
| ---------- | ----------------- | --------- |
| Ba 23'     | (1–0) Jegyzőkönyv |           |

| Stade Olympique, Nouakchott Játékvezető: Maguette N’Diaye (szenegáli) |

| 2014. április 20. 15:30 (UTC+4) |

| Mauritius | 0–2               | Mauritánia           |
| --------- | ----------------- | -------------------- |
|           | (0–0) Jegyzőkönyv | Sow 38' Bessam 90+2' |

| Stade George V, Curepipe Játékvezető: Samuel Chirindza (mozambiki) |

| 2014. április 11. |

| Eritrea | – | Dél-Szudán |
| ------- | - | ---------- |
|         |   |            |

| Cicero Stadium, Aszmara Játékvezető: Davies Omweno (kenyai) |

| 2014. április 19. |

| Dél-Szudán | – | Eritrea |
| ---------- | - | ------- |
|            |   |         |

| Khartoum Stadium, Kartúm (Szudán) Játékvezető: Thierry Nkurunziza (burundi) |

### Selejtező

#### 1. forduló
Az első és a második forduló, valamint a csoportkör sorsolását 2014. április 27-én Kairóban tartották. A 22.-35. helyen kiemelt csapatok az első fordulóban kiemeltek voltak.
| 1. csapat                 | Össz.         | 2. csapat          | 1. mérk. | 2. mérk. |
| ------------------------- | ------------- | ------------------ | -------- | -------- |
| Libéria                   | 1–2           | Lesotho            | 1–0      | 0–2      |
| Kenya                     | 2–1           | Comore-szigetek    | 1–0      | 1–1      |
| Madagaszkár               | 2–2 (i.g.)    | Uganda             | 2–1      | 0–1      |
| Mauritánia                | kiz.1         | Egyenlítői-Guinea  | 1–0      | 0–3      |
| Namíbia                   | 1–3           | Kongó              | 1–0      | 0–3      |
| Líbia                     | 0–3           | Ruanda             | 0–0      | 0–3      |
| Burundi                   | 0–1           | Botswana           | 0–0      | 0–1      |
| Közép-afrikai Köztársaság | 1–3           | Bissau-Guinea      | 0–0      | 1–3      |
| Szváziföld                | 1–2           | Sierra Leone       | 1–1      | 0–1      |
| Gambia                    | játék nélkül2 | Seychelle-szigetek | —        | —        |
| São Tomé és Príncipe      | 0–4           | Benin              | 0–2      | 0–2      |
| Malawi                    | 3–3 (i.g.)    | Csád               | 2–0      | 1–3      |
| Tanzánia                  | 3–2           | Zimbabwe           | 1–0      | 2–2      |
| Mozambik                  | 5–0           | Dél-Szudán         | 5–0      | 0–0      |

- 1.: Az Afrikai Labdarúgó-szövetség utólag kizárta Egyenlítői-Guineát Thierry Fidjeu jogosulatlan játéka miatt, így Mauritánia jutott tovább.
- 2.: A Seychelle-szigetek jutott tovább, miután Gambiát kizárta az Afrikai Labdarúgó-szövetség, mert a 2015-ös U-20-as Afrika-bajnokság selejtezőjében két túlkoros játékos is pályára lépett Libéria ellen.

| 2014. május 18. 16:00 (UTC±0) |

| Libéria    | 1–0               | Lesotho |
| ---------- | ----------------- | ------- |
| Laffor 40' | (1–0) Jegyzőkönyv |         |

| Antoinette Tubman Stadium, Monrovia Játékvezető: Gustave Tohouegnon (benini) |

| 2014. június 1. 15:00 (UTC+2) |

| Lesotho                       | 2–0               | Libéria |
| ----------------------------- | ----------------- | ------- |
| Potloane 2' Oliseh 5' (öngól) | (2–0) Jegyzőkönyv |         |

| Setsoto Stadium, Maseru Játékvezető: Joshua Opeyemi Amao (nigériai) |

| 2014. május 18. 16:00 (UTC+3) |

| Kenya     | 1–0               | Comore-szigetek |
| --------- | ----------------- | --------------- |
| Omolo 34' | (1–0) Jegyzőkönyv |                 |

| Nyayo National Stadium, Nairobi Játékvezető: Wellington Kaoma (zambiai) |

| 2014. május 30. 15:00 (UTC+3) |

| Comore-szigetek | 1–1               | Kenya      |
| --------------- | ----------------- | ---------- |
| Saandi 72'      | (0–0) Jegyzőkönyv | Masika 58' |

| Stade Said Mohamed Cheikh, Moroni Játékvezető: Djamal Aden Abdi (dzsibuti) |

| 2014. május 18. 15:00 (UTC+3) |

| Madagaszkár                                   | 2–1               | Uganda               |
| --------------------------------------------- | ----------------- | -------------------- |
| Andriatsima 9' (11-esből) Andriamatsinoro 24' | (2–0) Jegyzőkönyv | Kiiza 90' (11-esből) |

| Rabemananjara Stadium, Mahajanga Játékvezető: Victor Gomes (dél-afrikai) |

| 2014. május 31. 16:00 (UTC+3) |

| Uganda    | 1–0               | Madagaszkár |
| --------- | ----------------- | ----------- |
| Massa 12' | (0–0) Jegyzőkönyv |             |

| Mandela National Stadium, Kampala Játékvezető: Mohamed Farouk Mahmoud (egyiptomi) |

| 2014. május 17. 17:00 (UTC±0) |

| Mauritánia  | 1–0               | Egyenlítői-Guinea |
| ----------- | ----------------- | ----------------- |
| Diakité 76' | (0–0) Jegyzőkönyv |                   |

| Stade Olympique, Nouakchott Játékvezető: Mutaz Abdelbasit Khairalla (szudáni) |

| 2014. június 1. 17:00 (UTC+1) |

| Egyenlítői-Guinea         | 3–0               | Mauritánia |
| ------------------------- | ----------------- | ---------- |
| Mina 3' Rivas 71' Dio 85' | (1–0) Jegyzőkönyv |            |

| Nuevo Estadio de Malabo, Malabo Játékvezető: Davies Omweno (kenyai) |

| 2014. május 17. 16:00 (UTC+1) |

| Namíbia    | 1–0               | Kongó |
| ---------- | ----------------- | ----- |
| Bester 88' | (0–0) Jegyzőkönyv |       |

| Sam Nujoma Stadium, Windhoek Játékvezető: Wiish Yabarow (szomáliai) |

| 2014. június 1. 15:30 (UTC+1) |

| Kongó                              | 3–0               | Namíbia |
| ---------------------------------- | ----------------- | ------- |
| Ganvoula 45' Doré 46' Douniama 74' | (1–0) Jegyzőkönyv |         |

| Stade Municipal, Pointe-Noire Játékvezető: Tessema Bamlak (etióp) |

| 2014. május 18. 16:00 (UTC+1) |

| Líbia | 0–0         | Ruanda |
| ----- | ----------- | ------ |
|       | Jegyzőkönyv |        |

| Stade Olympique de Radès, Radès (Tunézia) Játékvezető: Juste Ephrem Zio (Burkina Fasó-i) |

| 2014. május 31. 15:30 (UTC+2) |

| Ruanda             | 3–0               | Líbia |
| ------------------ | ----------------- | ----- |
| Birori 39' 64' 72' | (1–0) Jegyzőkönyv |       |

| Stade Régional Nyamirambo, Kigali Játékvezető: Joshua Bondo (botswanai) |

| 2014. május 18. 15:30 (UTC+2) |

| Burundi | 0–0         | Botswana |
| ------- | ----------- | -------- |
|         | Jegyzőkönyv |          |

| Prince Louis Rwagasore Stadium, Bujumbura Játékvezető: Mohamed Said Kordi (tunéziai) |

| 2014. június 1. 15:30 (UTC+2) |

| Botswana     | 1–0               | Burundi |
| ------------ | ----------------- | ------- |
| Mogorosi 57' | (0–0) Jegyzőkönyv |         |

| Lobatse Stadium, Lobatse Játékvezető: Eric Otogo-Castane (gaboni) |

| 2014. május 18. 15:00 (UTC+1) |

| Közép-afrikai Köztársaság | 0–0         | Bissau-Guinea |
| ------------------------- | ----------- | ------------- |
|                           | Jegyzőkönyv |               |

| Stade Alphonse Massemba-Débat, Brazzaville (Kongói Köztársaság) Játékvezető: Antonio Muachihuissa Caxala (angolai) |

| 2014. május 31. 16:30 (UTC±0) |

| Bissau-Guinea            | 3–1               | Közép-afrikai Köztársaság |
| ------------------------ | ----------------- | ------------------------- |
| Cícero 12' 45' Baldé 25' | (3–0) Jegyzőkönyv | Balamandji 55'            |

| Estádio 24 de Setembro, Bissau Játékvezető: Denis Dembélé (elefántcsontparti) |

| 2014. május 18. 15:00 (UTC+2) |

| Szváziföld  | 1–1               | Sierra Leone    |
| ----------- | ----------------- | --------------- |
| Shongwe 55' | (0–1) Jegyzőkönyv | Sesay-Fullah 1' |

| Somhlolo National Stadium, Lobamba Játékvezető: Sebit Rassas Librato (dél-szudáni) |

| 2014. május 31. 16:30 (UTC±0) |

| Sierra Leone              | 1–0               | Szváziföld |
| ------------------------- | ----------------- | ---------- |
| U. Bangura 66' (11-esből) | (0–0) Jegyzőkönyv |            |

| Nemzeti Stadion, Freetown Játékvezető: Omar Mohamed Ragab (líbiai) |

|  |

| Gambia | – | Seychelle-szigetek |
| ------ | - | ------------------ |
|        |   |                    |

| Independence Stadion, Bakau |

|  |

| Seychelle-szigetek | – | Gambia |
| ------------------ | - | ------ |
|                    |   |        |

| Stade Linité, Victoria Játékvezető: Thierry Nkurunziza (burundi) |

| 2014. május 17. 15:00 (UTC±0) |

| São Tomé és Príncipe | 0–2               | Benin                        |
| -------------------- | ----------------- | ---------------------------- |
|                      | (0–0) Jegyzőkönyv | Sessègnon 82' 90' (11-esből) |

| Estádio Nacional 12 de Julho, São Tomé Játékvezető: Mal Souley Mohamadou (kameruni) |

| 2014. június 1. 16:00 (UTC+1) |

| Benin                       | 2–0               | São Tomé és Príncipe |
| --------------------------- | ----------------- | -------------------- |
| Gounongbé 28' Sessègnon 71' | (1–0) Jegyzőkönyv |                      |

| Stade Charles de Gaulle, Porto Novo Játékvezető: Sekou Ahmed Touré (guineai) |

| 2014. május 17. 14:30 (UTC+2) |

| Malawi        | 2–0               | Csád |
| ------------- | ----------------- | ---- |
| Mhango 7' 69' | (1–0) Jegyzőkönyv |      |

| Kamuzu Stadium, Blantyre Játékvezető: Rainhold Shikongo (namíbiai) |

| 2014. május 31. 16:00 (UTC+1) |

| Csád                         | 3–1               | Malawi     |
| ---------------------------- | ----------------- | ---------- |
| N'Douassel 15' 36' Ninga 17' | (3–0) Jegyzőkönyv | Mhango 60' |

| Stade Omnisports Idriss Mahamat Ouya, N’Djamena Játékvezető: Malang Diedhiou (szenegáli) |

| 2014. május 18. 16:00 (UTC+3) |

| Tanzánia  | 1–0               | Zimbabwe |
| --------- | ----------------- | -------- |
| Bocco 14' | (1–0) Jegyzőkönyv |          |

| Benjamin Mkapa National Stadium, Dar es-Salaam Játékvezető: Joseph Lamptey (ghánai) |

| 2014. június 1. 15:00 (UTC+2) |

| Zimbabwe              | 2–2               | Tanzánia                 |
| --------------------- | ----------------- | ------------------------ |
| Phiri 3' Katsande 55' | (1–1) Jegyzőkönyv | Haroub 21' Ulimwengu 46' |

| Nemzeti Sport Stadion, Harare Játékvezető: Bernard Camille (Seychelle-szigeteki) |

| 2014. május 18. 15:00 (UTC+2) |

| Mozambik                                      | 5–0               | Dél-Szudán |
| --------------------------------------------- | ----------------- | ---------- |
| Josemar 13' Mexer 42' Sonito 47' 54' Isac 84' | (2–0) Jegyzőkönyv |            |

| Estádio do Zimpeto, Maputo Játékvezető: Denis Batte (ugandai) |

| 2014. május 30. 17:00 (UTC+3) |

| Dél-Szudán | 0–0         | Mozambik |
| ---------- | ----------- | -------- |
|            | Jegyzőkönyv |          |

| Kartúm Stadion, Kartúm (Szudán) Játékvezető: Thierry Nkurunziza (burundi) |

#### 2. forduló
| 1. csapat    | Össz.         | 2. csapat          | 1. mérk. | 2. mérk. |
| ------------ | ------------- | ------------------ | -------- | -------- |
| Lesotho      | 1–0           | Kenya              | 1–0      | 0–0      |
| Uganda       | 3–0           | Mauritánia         | 2–0      | 1–0      |
| Kongó        | kiz.1         | Ruanda             | 2–0      | 0–2      |
| Botswana     | 3–1           | Bissau-Guinea      | 2–0      | 1–1      |
| Sierra Leone | játék nélkül2 | Seychelle-szigetek | 2–0      | —        |
| Benin        | 1–1 (t. 3–4)  | Malawi             | 1–0      | 0–1      |
| Tanzánia     | 3–4           | Mozambik           | 2–2      | 1–2      |

- 1.: Az Afrikai Labdarúgó-szövetség utólag kizárta Ruandát Daddy Birori jogosulatlan játéka miatt, így Kongó jutott tovább.
- 2.: A Seychelle-szigetek visszalépett, így Sierra Leone jutott tovább.

| 2014. július 20. 15:00 (UTC+2) |

| Lesotho        | 1–0               | Kenya |
| -------------- | ----------------- | ----- |
| Seturumane 65' | (0–0) Jegyzőkönyv |       |

| Setsoto Stadium, Maseru Játékvezető: Samuel Chirindza (mozambiki) |

| 2014. augusztus 3. 16:00 (UTC+3) |

| Kenya | 0–0         | Lesotho |
| ----- | ----------- | ------- |
|       | Jegyzőkönyv |         |

| Nyayo National Stadium, Nairobi Játékvezető: Aurélien Juenkou Wandji (kameruni) |

| 2014. július 19. 17:00 (UTC+3) |

| Uganda                | 2–0               | Mauritánia |
| --------------------- | ----------------- | ---------- |
| Majwega 48' Massa 70' | (0–0) Jegyzőkönyv |            |

| Mandela National Stadium, Kampala Játékvezető: Hudu Munyemana (ruandai) |

| 2014. augusztus 3. 17:00 (UTC±0) |

| Mauritánia | 0–1               | Uganda          |
| ---------- | ----------------- | --------------- |
|            | (0–0) Jegyzőkönyv | Ssentongo 90+2' |

| Stade Olympique, Nouakchott Játékvezető: Mehdi Abid Sarif (algériai) |

| 2014. július 20. 15:30 (UTC+1) |

| Kongó               | 2–0               | Ruanda |
| ------------------- | ----------------- | ------ |
| Gandzé 66' Doré 79' | (0–0) Jegyzőkönyv |        |

| Stade Municipal, Pointe-Noire Játékvezető: Malang Diedhiou (szenegáli) |

| 2014. augusztus 2. 15:00 (UTC+2) |

| Ruanda                                             | 2–0               | Kongó                                         |
| -------------------------------------------------- | ----------------- | --------------------------------------------- |
| Ndahinduka 55' Kagere 60'                          | (0–0) Jegyzőkönyv |                                               |
| Büntetőpárbaj                                      |                   |                                               |
| Tubane Mbaraga Kagere Bayisenge Niyonzima Sibomana | 4–3               | Doré N'Dinga Ganvoula Bifouma Lépicier Lakolo |

| Stade Régional Nyamirambo, Kigali Játékvezető: Ali Mohamed Adelaïd (Comore-szigeteki) |

| 2014. július 19. 15:00 (UTC+2) |

| Botswana            | 2–0               | Bissau-Guinea |
| ------------------- | ----------------- | ------------- |
| Tshireletso 30' 37' | (2–0) Jegyzőkönyv |               |

| Botswanai Nemzeti Stadion, Gaborone Játékvezető: Victor Gomes (dél-afrikai) |

| 2014. augusztus 2. 16:00 (UTC±0) |

| Bissau-Guinea | 1–1               | Botswana          |
| ------------- | ----------------- | ----------------- |
| Seidi 16'     | (1–0) Jegyzőkönyv | Ramatlhakwane 79' |

| Estádio 24 de Setembro, Bissau Játékvezető: Kokou Fagla (togói) |

| 2014. július 19. 16:30 (UTC±0) |

| Sierra Leone                         | 2–0               | Seychelle-szigetek |
| ------------------------------------ | ----------------- | ------------------ |
| Jabbie 55' U. Bangura 72' (11-esből) | (0–0) Jegyzőkönyv |                    |

| Nemzeti Stadion, Freetown Játékvezető: Bienvenu Sinko (elefántcsontparti) |

| 2014. augusztus 2. 16:30 (UTC+4) |

| Seychelle-szigetek | – | Sierra Leone |
| ------------------ | - | ------------ |
|                    |   |              |

| Stade Linité, Victoria Játékvezető: Wiish Yabarow (szomáliai) |

| 2014. július 20. 16:00 (UTC+1) |

| Benin         | 1–0               | Malawi |
| ------------- | ----------------- | ------ |
| Sessègnon 18' | (1–0) Jegyzőkönyv |        |

| Stade de l'Amitie, Cotonou Játékvezető: Youssef Essrayri (tunéziai) |

| 2014. augusztus 2. 14:30 (UTC+2) |

| Malawi                        | 1–0                  | Benin                              |
| ----------------------------- | -------------------- | ---------------------------------- |
| Banda 15'                     | (1–0) ] Jegyzőkönyv] |                                    |
| Büntetőpárbaj                 |                      |                                    |
| Kamwendo Msowoya Mzava Malata | 4–3                  | Sessègnon Mama Angan Barazé Adénon |

| Kamuzu Stadium, Blantyre Játékvezető: Janny Sikazwe (zambiai) |

| 2014. július 20. 16:00 (UTC+3) |

| Tanzánia                | 2–2               | Mozambik                          |
| ----------------------- | ----------------- | --------------------------------- |
| Mcha 66' 71' (11-esből) | (0–0) Jegyzőkönyv | Domingues 47' (11-esből) Isac 90' |

| Benjamin Mkapa National Stadium, Dar es-Salaam Játékvezető: Mahmoud Ashour (egyiptomi) |

| 2014. augusztus 3. 15:00 (UTC+2) |

| Mozambik                    | 2–1               | Tanzánia    |
| --------------------------- | ----------------- | ----------- |
| Josemar 45+2' Domingues 83' | (1–0) Jegyzőkönyv | Samatta 77' |

| Estádio do Zimpeto, Maputo Játékvezető: Denis Batte (ugandai) |

#### Csoportkör
A csoportok sorsolásánál a korábban megállapított rangsor alapján négy kalapba kerültek a csapatok. A csoportok első két helyezettje, valamint a legjobb harmadik helyezett kijut a 2015-ös afrikai nemzetek kupájára.

##### A csoport
| Csapat                  | M | Gy | D | V | G+ | G– | Gk | P  |
| ----------------------- | - | -- | - | - | -- | -- | -- | -- |
| Dél-afrikai Köztársaság | 6 | 3  | 3 | 0 | 9  | 3  | +6 | 12 |
| Kongó                   | 6 | 3  | 1 | 2 | 6  | 6  | 0  | 10 |
| Nigéria                 | 6 | 2  | 2 | 2 | 9  | 7  | +2 | 8  |
| Szudán                  | 6 | 1  | 0 | 5 | 3  | 11 | –8 | 3  |

| Dél-afrikai Köztársaság |     | 0–0 | 0–0 | 2–1 |
| Kongó                   | 0–2 |     | 0–2 | 2–0 |
| Nigéria                 | 2–2 | 2–3 |     | 3–1 |
| Szudán                  | 0–3 | 0–1 | 1–0 |     |

##### B csoport
| Csapat  | M | Gy | D | V | G+ | G– | Gk | P  |
| ------- | - | -- | - | - | -- | -- | -- | -- |
| Algéria | 6 | 5  | 0 | 1 | 11 | 4  | +7 | 15 |
| Mali    | 6 | 3  | 0 | 3 | 8  | 6  | +2 | 9  |
| Malawi  | 6 | 2  | 1 | 3 | 5  | 9  | –4 | 7  |
| Etiópia | 6 | 1  | 1 | 4 | 7  | 12 | –5 | 4  |

| Algéria |     | 3–1 | 3–0 | 1–0 |
| Etiópia | 1–2 |     | 0–0 | 0–2 |
| Malawi  | 0–2 | 3–2 |     | 2–0 |
| Mali    | 2–0 | 2–3 | 2–0 |     |

##### C csoport
| Csapat       | M | Gy | D | V | G+ | G– | Gk | P  |
| ------------ | - | -- | - | - | -- | -- | -- | -- |
| Gabon        | 6 | 3  | 3 | 0 | 9  | 4  | +5 | 12 |
| Burkina Faso | 6 | 3  | 2 | 1 | 8  | 4  | +4 | 11 |
| Angola       | 6 | 1  | 3 | 2 | 5  | 5  | 0  | 6  |
| Lesotho      | 6 | 0  | 2 | 4 | 3  | 12 | –9 | 2  |

| Angola       |     | 0–3 | 0–0 | 4–0 |
| Burkina Faso | 1–1 |     | 1–1 | 2–0 |
| Gabon        | 1–0 | 2–0 |     | 4–2 |
| Lesotho      | 0–0 | 0–1 | 1–1 |     |

##### D csoport
| Csapat           | M | Gy | D | V | G+ | G– | Gk  | P  |
| ---------------- | - | -- | - | - | -- | -- | --- | -- |
| Kamerun          | 6 | 4  | 2 | 0 | 9  | 1  | +8  | 14 |
| Elefántcsontpart | 6 | 3  | 1 | 2 | 13 | 11 | +2  | 10 |
| Kongói DK        | 6 | 3  | 0 | 3 | 10 | 9  | +1  | 9  |
| Sierra Leone     | 6 | 0  | 1 | 5 | 3  | 14 | –11 | 1  |

| Elefántcsontpart |     | 0–0 | 3–4 | 2–1 |
| Kamerun          | 4–1 |     | 1–0 | 2–0 |
| Kongói DK        | 1–2 | 0–2 |     | 3–1 |
| Sierra Leone     | 1–5 | 0–0 | 0–2 |     |

##### E csoport
| Csapat | M | Gy | D | V | G+ | G– | Gk | P  |
| ------ | - | -- | - | - | -- | -- | -- | -- |
| Ghána  | 6 | 3  | 2 | 1 | 11 | 7  | +4 | 11 |
| Guinea | 6 | 3  | 1 | 2 | 10 | 8  | +2 | 10 |
| Uganda | 6 | 2  | 1 | 3 | 4  | 5  | –1 | 7  |
| Togo   | 6 | 2  | 0 | 4 | 7  | 12 | –5 | 6  |

| Ghána  |     | 3–1 | 3–1 | 1–1 |
| Guinea | 1–1 |     | 2–1 | 2–0 |
| Togo   | 2–3 | 1–4 |     | 1–0 |
| Uganda | 1–0 | 2–0 | 0–1 |     |

##### F csoport
| Csapat                | M | Gy | D | V | G+ | G– | Gk | P  |
| --------------------- | - | -- | - | - | -- | -- | -- | -- |
| Zöld-foki Köztársaság | 6 | 4  | 0 | 2 | 9  | 6  | +3 | 12 |
| Zambia                | 6 | 3  | 2 | 1 | 6  | 2  | +4 | 11 |
| Mozambik              | 6 | 1  | 3 | 2 | 4  | 4  | 0  | 6  |
| Niger                 | 6 | 0  | 3 | 3 | 4  | 11 | –7 | 3  |

| Mozambik              |     | 1–1 | 0–1 | 2–0 |
| Niger                 | 1–1 |     | 0–0 | 1–3 |
| Zambia                | 0–0 | 3–0 |     | 1–0 |
| Zöld-foki Köztársaság | 1–0 | 3–1 | 2–1 |     |

##### G csoport
| Csapat   | M | Gy | D | V | G+ | G– | Gk  | P  |
| -------- | - | -- | - | - | -- | -- | --- | -- |
| Tunézia  | 6 | 4  | 2 | 0 | 6  | 2  | +4  | 14 |
| Szenegál | 6 | 4  | 1 | 1 | 8  | 1  | +7  | 13 |
| Egyiptom | 6 | 2  | 0 | 4 | 5  | 6  | –1  | 6  |
| Botswana | 6 | 0  | 1 | 5 | 1  | 11 | –10 | 1  |

| Botswana |     | 0–2 | 0–2 | 0–0 |
| Egyiptom | 2–0 |     | 0–1 | 0–1 |
| Szenegál | 3–0 | 2–0 |     | 0–0 |
| Tunézia  | 2–1 | 2–1 | 1–0 |     |

##### Csoportok harmadik helyezettjeinek sorrendje
| Csoport | Csapat    | M | Gy | D | V | G+ | G– | Gk | P |
| ------- | --------- | - | -- | - | - | -- | -- | -- | - |
| D       | Kongói DK | 6 | 3  | 0 | 3 | 10 | 9  | +1 | 9 |
| A       | Nigéria   | 6 | 2  | 2 | 2 | 9  | 7  | +2 | 8 |
| E       | Uganda    | 6 | 2  | 1 | 3 | 4  | 5  | -1 | 7 |
| B       | Malawi    | 6 | 2  | 1 | 3 | 5  | 9  | -4 | 7 |
| C       | Angola    | 6 | 1  | 3 | 2 | 5  | 5  | 0  | 6 |
| F       | Mozambik  | 6 | 1  | 3 | 2 | 4  | 4  | 0  | 6 |
| G       | Egyiptom  | 6 | 2  | 0 | 4 | 5  | 6  | -1 | 6 |